# تشارلز إتش. بيج
تشارلز إتش. بيج هو محامي وسياسي أمريكي، ولد في 19 يوليو 1843 في غلوكستير في الولايات المتحدة، وتوفي في 21 يوليو 1912 في بروفيدنس في الولايات المتحدة. نشط حزبياً في الحزب الديمقراطي. وقد انتخب عضو مجلس النواب الأمريكي ‏.